# Synagoge von Priene
Koordinaten: 37° 39′ 30,8″ N, 27° 17′ 44,4″ O

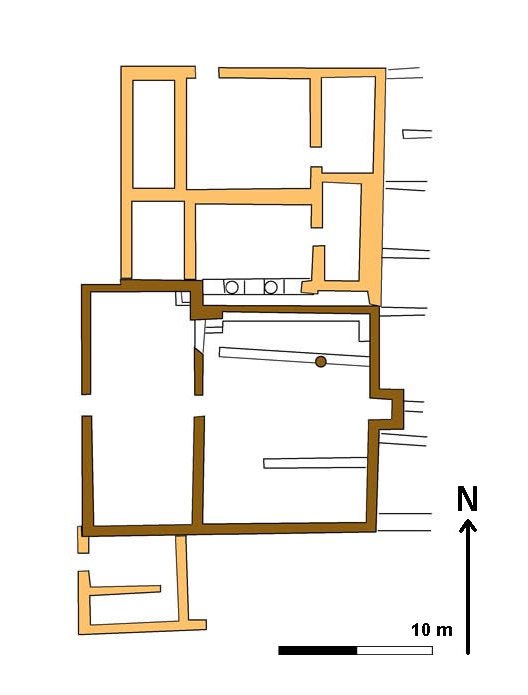
Plan der Synagoge, nach Wiegand/Schrader 1904, S. 480 Abb. 585

Die Synagoge von Priene datiert wahrscheinlich in das 2. Jahrhundert n. Chr. In dieser Zeit war Priene nur noch ein unbedeutender Provinzort. Die Synagoge wurde bei den Grabungen 1895 bis 1898 durch Theodor Wiegand und Hans Schrader entdeckt. Der Versammlungsraum wurde zunächst für eine christliche Kirche gehalten. Erst später setzte sich die Ansicht durch, dass es sich um die Überreste einer einstigen Synagoge handelt. Der ursprüngliche Bau war ein Wohnbau, vermutlich mit Ladenräumlichkeiten, aus hellenistischer Zeit, der mit erheblichem Aufwand zu einer Synagoge umgebaut worden war.
Der eigentliche Versammlungsraum der Synagoge war 10 × 14 m groß mit einer Sitzbank an der Nordseite. An der Ostseite gab es eine Nische, die als Toraschrein gedient haben dürfte. An der Westseite lag ein größerer Vorraum. Der Versammlungsraum wurde einst von zwei Reihen von Säulen gestützt und bildete somit eine Basilika. Nur noch die Reste einer Säule wurde bei den Ausgrabungen gefunden. Im Norden und Osten gab es diverse kleinere Räume unbekannter Funktion, die aber wahrscheinlich auch von der jüdischen Gemeinde genutzt wurden.
Verschiedene Funde stützen die Deutung als Synagoge: Ein grobes Relief zeigt die Darstellung einer Menora, auf einem weiteren Relief sind die jüdischen Symbole Etrog (Zitrusfrucht), Schofar (Horn) und Lulav (Palmzweig) dargestellt und über dem Toraschrein fand sich das eingeritzte Bild einer weiteren Menora. In der Synagoge befand sich außerdem ein Marmorbecken, das wahrscheinlich als Ritualbad diente.